# Liste von Söhnen und Töchtern der Stadt Santiago de Chile
Die Liste von Söhnen und Töchtern der Stadt Santiago de Chile zählt Personen auf, die in der chilenischen Hauptstadt Santiago geboren wurden und in der deutschsprachigen Wikipedia mit einem Artikel vertreten sind.

## 18. Jahrhundert
- Agustín Eyzaguirre (1768–1837), Politiker und von 1826 bis 1827 Präsident Chiles
- Santiago Fernández y González Barriga (1768–1847), Politiker und Präsident Chiles (1823)
- Francisco Ramón Vicuña Larraín (1775–1849), Politiker und Präsident Chiles (1829)
- Fernando Errázuriz Aldunate (1777–1841), Politiker und Präsident Chiles (1831)
- Francisco de la Lastra (1777–1852), Politiker
- José Miguel Carrera (1785–1821), lateinamerikanischer Nationalheld und Politiker
- Francisco Antonio Pinto (1785–1858), Politiker und von 1827 bis 1829 Präsident Chiles
- Manuel Rodríguez Erdoíza (1785–1818), Rechtsanwalt, Militär, Revolutionär und Politiker
- Ramón Freire y Serrano (1787–1851), Politiker, Offizier und Präsident Chiles (1823–1827)
- José Tomás Ovalle (1788–1831), Politiker und Präsident Chiles
- Mariano Egaña Fabres (1793–1846), Politiker
- Diego Portales Palazuelos (1793–1837), Politiker

## 19. Jahrhundert

### 1801 bis 1850
- José Joaquín Pérez (1801–1889), Politiker und von 1861 bis 1871 Präsident Chiles
- Manuel Baquedano (1823–1897), Politiker und für drei Tage Präsident Chiles (1891)
- Federico Errázuriz Zañartu (1825–1877), Politiker und von 1871 bis 1876 Präsident Chiles
- Aníbal Pinto Garmendia (1825–1884), Politiker und von 1876 bis 1881 Präsident Chiles
- Domingo Santa María González (1825–1889), Politiker und von 1881 bis 1886 Präsident Chiles
- Marcos Segundo Maturana (1830–1892), General
- José Ramón Astorga Salinas (1831–1906), römisch-katholischer Geistlicher und Weihbischof in Santiago de Chile
- Antonio Smith (1832–1877), Landschaftsmaler
- Ramón Barros Luco (1835–1919), Politiker und von 1910 bis 1915 Präsident Chiles
- Isidoro Errázuriz Errázuriz (1835–1898), Politiker und Diplomat
- Manuel García de la Huerta Pérez (1837–1889), Politiker
- José Miguel Blanco (1839–1897), Bildhauer
- Crescente Errázuriz Valdivieso (1839–1931), Dominikanerbruder, Erzbischof von Santiago de Chile
- Pascual Ortega Portales (1839–1899), Maler
- Miguel Campos (1844–1889), Maler
- Nicanor Plaza (1844–1918), Bildhauer
- Elías Fernández Albano (1845–1910), Politiker und Präsident Chiles (1910)
- Pedro Lira (1845–1912), Maler
- Pedro Montt Montt (1849–1910), Politiker und von 1906 bis 1910 Präsident Chiles

### 1851 bis 1880
- Federico Errázuriz Echaurren (1850–1901), Politiker und von 1896 bis 1901 Präsident Chiles
- Juan Francisco González (1853–1933), Maler
- Luis Barros Borgoño (1858–1943), Politiker und Vizepräsident Chiles
- Juan Luis Sanfuentes (1858–1930), Politiker und von 1915 bis 1920 Präsident Chiles
- Remigio Acevedo (1863–1911), Organist und Komponist
- Joaquín Fabres (1864–1914), Maler
- Emiliano Figueroa Larraín (1866–1931), Politiker und Präsident Chiles (1925–1927)
- Sophia Hayden (1868–1953), US-amerikanische Architektin
- Celerino Pereira (1874–1942), Komponist und Pianist
- Pablo Burchard Eggeling (1875–1964), Maler
- Carlos Lastra (1875–?), Maler
- Manuel Trucco (1875–1954), Politiker und Gouverneur der Chilenischen Zentralbank
- Heinrich Henes (1876–1961), deutscher Architekt
- Andrés Madariaga (1878–1920), Maler
- Juan Esteban Montero Rodríguez (1879–1948), Politiker und Präsident Chiles (1931–1932)
- José Luis Sánchez Besa (1879–1955), Luftfahrtpionier
- Carlos Aldunate Errázuriz (1880–1959), Politiker

### 1881 bis 1890
- Próspero Bisquertt (1881–1959), Komponist, Dirigent und Pianist
- Vernon Steele (1882–1955), US-amerikanischer Schauspieler
- Luis Subercaseaux Errázuriz (1882–1973), Diplomat, Leichtathlet und Fußballspieler
- Carlos Lavín (1883–1962), Komponist und Musikwissenschaftler
- José Backhaus (1884–1922), Maler
- Alfonso Leng (1884–1974), Komponist und Odontologe
- Javier Rengifo (1884–1958), Komponist
- Pedro Humberto Allende Sarón (1885–1959), Komponist
- Julio Ortiz de Zárate (1885–1946), Maler und Bildhauer
- Amanda Labarca (1886–1975), Hochschullehrerin, Schriftstellerin und Frauenrechtlerin
- Pedro Prado (1886–1952), Schriftsteller
- Luis Johnson (1887–1929), Maler
- Abelardo Bustamante (1888–1934), Maler und Bildhauer
- Alfredo Cifuentes Gómez (1890–1989), römisch-katholischer Erzbischof von La Serena
- Fernando Meza (1890–1929), Maler

### 1891 bis 1900
- Ricardo Gilbert (1891–1964), Maler
- Laura Vicuña (1891–1904), eine Selige der Salesianischen Familie
- Ezequiel Plaza (1892–1947), Maler
- Tótila Albert Schneider (1892–1967), chilenisch-deutscher Bildhauer und Dichter
- Ulises Vásquez (1892–1949), Maler
- Samuel Negrete Woolcock (1892–1981), Komponist und Musikpädagoge
- Judith Alpi (1893–1983), Malerin
- Armando Carvajal y Quiroz (1893–1972), Violinist, Dirigent, Komponist und Musikpädagoge
- Augusto Eguiluz (1893–1969), Maler
- Walter Müller Hess (1894–1977), Unternehmer, Hochschullehrer und Diplomat
- Henriette Petit (1894–1983), Malerin
- Rosita Renard (1894–1949), Pianistin
- Enrique Bertrix (1895–1915), Maler
- Marta Canales (1895–1986), Geigerin, Pianistin, Chorleiterin und Komponistin
- Jorge Délano Frederick (1895–1980), Maler, Karikaturist, Regisseur und Drehbuchautor
- Jorge Alessandri (1896–1986), Politiker und von 1958 bis 1964 Präsident Chiles
- Francisco Arellano (1896–1976), Fußballspieler
- Osvaldo Koch Krefft (1896–1963), Politiker, Innen-, Justiz- und Außenminister Chiles
- Peter Hansen (1896–1967), SS-Brigadeführer und Generalmajor der Waffen-SS
- Jacinto Robles (1897–1955), Fußballspieler
- Julio Antonio Vásquez (1897–1976), Bildhauer
- Francisco Juillet (1898–1987), Radrennfahrer
- José Perotti (1898–1956), Maler und Bildhauer
- Alberto Spikin-Howard (1898–1972), chilenischer Mediziner, Pianist, Musikpädagoge und Schriftsteller
- Marco Bontá (1899–1974), Maler
- Jorge González von Marées (1900–1962), Politiker
- Atanasio Pardo (1900–1994), Fußballspieler

## 20. Jahrhundert

### 1901 bis 1910
- Humberto Elgueta (1904–1976), Fußballspieler
- Inés Puyó (1906–1996), Malerin
- Juan Aguilera (1908–1972), Fußballspieler
- Salvador Allende (1908–1973), Politiker und von 1970 bis 1973 Präsident Chiles
- Graciela Aranis (1908–1996), Malerin
- Francisco Maximiano Valdés Subercaseaux (1908–1982), römisch-katholischer Bischof von Osorno
- Guillermo Torres (1909–1985), Fußballspieler
- Eberhard Kausel (1910–1972), chilenisch-deutscher botanischer Taxonom

### 1911 bis 1920
- René Amengual Astaburuaga (1911–1954), Komponist
- Eduardo Frei Montalva (1911–1982), Politiker und von 1964 bis 1970 Präsident Chiles
- Roberto Matta (1911–2002), Maler des Surrealismus
- Raul Silva Silva (1911–1994), römisch-katholischer Geistlicher, Weihbischof in Rancagua
- Isaías Azzerman (1912–1983), Fußballspieler
- Orlando Lagos (1913–2007), Fotograf
- Alberto Buccicardi (1914–1970), Fußballspieler und -trainer
- Juan Francisco Fresno Larraín (1914–2004), römisch-katholischer Erzbischof von La Serena, später von Santiago de Chile
- Anita Lizana (1915–1994), Tennisspielerin
- Eduardo Simian (1915–1995), Fußballspieler und Bergbauminister
- Ester Soré (1915–1996), Sängerin
- Carlos Aldunate Lyon SJ (1916–2018), römisch-katholischer Priester, Hochschullehrer und Autor
- Canuto Errázuriz (1917–1996), Skisportler
- Víctor Klein (1917–1995), Fußballspieler
- Miguel Serrano (1917–2009), Diplomat, Antisemit und Holocaustleugner
- Juan Orrego-Salas (1919–2019), Komponist und Musikpädagoge
- Vicente Bianchi (1920–2018), Pianist, Komponist und Dirigent
- Sergio Livingstone (1920–2012), Fußballspieler
- Luis Machuca (1920–1993), Fußballspieler

### 1921 bis 1930
- Sergio Arellano Stark (1921–2016), Generalmajor und Putschist
- Hernán Fernández (1921–2010), Fußballspieler
- Gisela Söhnlein (1921–2021), niederländische Widerstandskämpferin
- Carlos Altamirano (1922–2019), Politiker (PS)
- Juan Amenábar (1922–1999), Komponist
- Hernán Carvallo (1922–2011), Fußballspieler
- Clodomiro Almeyda (1923–1997), Politiker und Soziologe
- Víctor Beltrán (1932–2023), Fußballspieler
- Alberto Labarthe (1923–2021), Leichtathlet
- Gilberto Muñoz (1923–1998), Fußballspieler
- Hector Tobar (1923–1991), Grafiker
- Exequiel Ramírez (1924–2000), Radrennfahrer
- Manuel Arriagada (1925–2019), Fußballspieler
- Carmen Barros (1925–2023), Schauspielerin, Sängerin und Komponistin
- Juan de Dios Vial Correa (1925–2020), Mediziner, Rektor der Päpstlichen Universität in Santiago de Chile und Präsident der Päpstlichen Akademie für das Leben
- Gustavo Ehlers (1925–2017), Sprinter
- Adelina Gutiérrez (1925–2015), Astrophysikerin und Hochschullehrerin
- Sergio Navarrete (1925–2011), Skirennläufer
- Juan Negri (1925–2015), Fußballspieler
- Hernán Oelckers (1925–2008), Skirennläufer
- Valentín Beperet (1926–1989), Fußballspieler
- Guillermo Díaz (1926–2021), Fußballspieler
- Roberto Escobar Budge (1926–2011), Komponist und Philosoph
- Roberto Falabella (1926–1958),  Lyriker, Librettist, Essayist und Komponist
- Jorge Arturo Medina Estévez (1926–2021), römisch-katholischer Bischof von Valparaíso, Hochschullehrer, Richter am Diözesangericht und Kurienkardinal
- Pedro Mesías (1926–2007), Pianist und Dirigent
- Egon Wolff (1926–2016), Dramatiker
- Germán Becker (1927–2017), Regisseur
- Enrique Lafourcade (1927–2019), Schriftsteller
- Mario Masanés (1927–1979), Radrennfahrer
- Rogelio Núñez (1927–2009), Fußballspieler
- David Rosenmann-Taub (1927–2023), Lyriker und Pianist
- Juan Allende-Blin (* 1928), Komponist
- Raúl Coloma (1928–2021), Fußballspieler
- Luis Alberto Heiremans (1928–1964), Schriftsteller
- Raimundo Infante (1928–1986), Fußballspieler
- Humberto Maturana (1928–2021), Biologe
- Andrés Prieto (1928–2022), Fußballspieler und -trainer
- Rolando Alarcón (1929–1973), Sänger und Komponist
- Ramón Climent (1929–2003), Fußballspieler und -trainer
- Carlos Cubillos (1929–2003), Fußballspieler
- Alberto Jara Franzoy (1929–2019), römisch-katholischer Geistlicher, Bischof von Chillán
- Mario Sergio Ortiz Vallejos (1929–2006), Fußballspieler
- Francisco Javier Prado Aránguiz (1929–2020), römisch-katholischer Bischof von Rancagua
- Jaime Vásquez (1929–2015), Fußballspieler
- Sergio de Castro Spikula (1930–2024), Ökonom
- Fernando García (* 1930), Komponist
- Francisco Nitsche (1930–2018), Fußballspieler
- Lupe Serrano (1930–2023), Balletttänzerin
- Juan Toro (1930–2007), Fußballspieler
- Charles Villarroel (1930–2020), Fußballspieler

### 1931 bis 1940
- Horacio Cisternas (1931–1999), Fußballspieler
- Hernán Masanés (1931–2018), Radrennfahrer
- Leon Schidlowsky (1931–2022), chilenisch-israelischer Komponist und Maler
- Francisco Fernández (1932–2010), Fußballspieler
- Fernando Zegers (* 1932), Diplomat
- José Vicente Asuar (1933–2017), Komponist
- Francisco José Cox Huneeus (1933–2020), römisch-katholischer Erzbischof von La Serena
- Francisco Javier Errázuriz Ossa (* 1933), römisch-katholischer Ordensgeistlicher, emeritierter Erzbischof von Santiago de Chile und Kardinal
- Francisco Julio (1933–2012), Fußballspieler
- Hernán Rodríguez (* 1933), Fußballspieler
- Sergio Valdés (1933–2019), Fußballspieler
- Julio Vial (1933–2016), Fußballspieler
- Baruch Arensburg (* 1934), chilenisch-israelischer Anthropologe und Archäologe
- Jorge Luco (1934–2014), Fußballspieler und -trainer
- Germán Marín (1934–2019), Schriftsteller
- Günther Mund (1934–2011), chilenisch-deutscher Wasserspringer und Unternehmer
- David Serendero (* 1934), Geiger, Dirigent, Komponist und Musikpädagoge
- Hernán Valdés (1934–2023), Schriftsteller
- Vicar (1934–2012), Comiczeichner
- Anne Belle (1935–2003), US-amerikanische Filmregisseurin und Filmproduzentin
- Rolf Lüders (* 1935), Wirtschaftswissenschaftler, Unternehmer, Wissenschaftler und Politiker
- Tomás Osvaldo González Morales (1935–2022), römisch-katholischer Ordensgeistlicher, Bischof von Punta Arenas
- Mario Moreno (1935–2005), Fußballspieler
- Fernando Navarro (1935–2000), Fußballspieler
- Juan Rojas (* 1935), Fußballspieler
- Ricardo Storch (1935–2003), Fußballspieler
- Borja Huidobro (* 1936), Architekt, Stadtplaner und Maler
- Leonel Sánchez (1936–2022), Fußballspieler
- Raúl Angulo (* 1937), Fußballspieler
- Carlos Campos (1937–2020), Fußballspieler
- Juan Soto (1937–2014), Fußballspieler
- Juan Azúa (1938–2006), Dirigent
- Ricardo Lagos (* 1938), Politiker und von 2000 bis 2006 Präsident Chiles
- Óscar Montalva (1938–1997), Fußballspieler
- Washington Villarroel (1938–2022), Fußballspieler
- Jorge Arancibia (* 1939), Seeoffizier und Politiker
- José González (* 1939), Fußballspieler
- José Moris (* 1939), Fußballspieler
- Manuel Rodríguez Araneda (1939–2018), Fußballspieler
- Alfonso Sepúlveda (1939–2021), Fußballspieler
- Jorge Toro (1939–2024), Fußballspieler
- Hugo Villanueva (1939–2024), Fußballspieler
- Roberto Ampuero (* 1940), Fußballspieler
- Sergio Bitar (* 1940), Politiker
- Guillermo Deisler (1940–1995), chilenisch-deutscher Bühnenbildner, Mail Artist und Autor
- Víctor Farías (* 1940), Germanist und Publizist
- Alberto Fouillioux (1940–2018), Fußballspieler
- Fernando Ibáñez (* 1940), Fußballspieler

### 1941 bis 1950

#### 1941
- Esteban Aránguiz (* 1941), Fußballspieler
- Hugo Berly (1941–2009), Fußballspieler
- Pablo Lizama Riquelme (* 1941), römisch-katholischer Geistlicher, emeritierter Erzbischof von Antofagasta
- Gloria Montenegro (* 1941), Botanikerin
- Hernán Ramírez Ávila (* 1941), Arzt, Komponist und Musikpädagoge

#### 1942
- Pedro Araya (* 1942), Fußballspieler
- Gabriel Brnčić (* 1942), Komponist
- Rolando García (* 1942), Fußballspieler und -trainer
- John Marshall (* 1942), US-amerikanischer Regattasegler
- Francisco Orrego Vicuña (1942–2018), Jurist und Professor für Völkerrecht an der Universidad de Chile
- Manuel Rodríguez Vega (* 1942), Fußballspieler und -trainer
- Eduardo Frei Ruiz-Tagle (* 1942), Politiker und von 1994 bis 2000 Präsident Chiles
- Aurelio Vásquez (1942–2019), Fußballspieler

#### 1943
- Fabián Capot (* 1943), Fußballspieler
- Peter Lehmann (* 1943), Schauspieler
- Orlando Ramírez (1943–2018), Fußballspieler
- Sergio Ramírez (* 1943), Fußballspieler
- Lotty Rosenfeld (1943–2020), Aktionskünstlerin
- Ignacio Prieto Urrejola (* 1943), Fußballspieler
- Guillermo Yávar (* 1943), Fußballspieler

#### 1944
- Hugo Bravo (1944–2020), Fußballspieler
- Juan Carlos Gangas (* 1944), Fußballspieler
- Claudio Lange (* 1944), deutsch-chilenischer Lyriker, Künstler und Religionswissenschaftler
- Gustavo Laube (* 1944), Fußballspieler
- Juan Rodríguez Vega (1944–2021), Fußballspieler und -trainer
- Nelson Torres (* 1944), Fußballspieler
- Manuel Villarroel (* 1944), Jazzmusiker

#### 1945
- Isabel Allende (* 1945), Politikerin
- Carlos Díaz (* 1945), Fußballspieler
- Nelson Gallardo (* 1945), Fußballspieler
- Orlando Lübbert (* 1945), Filmregisseur
- Guillermo Páez (* 1945), Fußballspieler und -trainer
- Víctor Zelada (1945–2023), Fußballspieler und -trainer

#### 1946
- Carmen Berenguer (1946–2024), Lyrikerin, Chronistin und Multimediakünstlerin
- Manuel Gaete (1946–2003), Fußballspieler
- Alberto Quintano (* 1946), Fußballspieler
- Francisco Varela (1946–2001), Biologe und Philosoph

#### 1948
- Manuel Araya (1948–1994), Fußballspieler
- Fernando Carvallo (* 1948), Fußballspieler und -trainer
- János S. Darvas (* 1948), deutsch-ungarischer Dokumentarfilmregisseur
- Daniel Díaz Muñoz (* 1948), Fußballspieler
- Ernesto Durán Castro (* 1948), bildender Künstler, Keramikkünstler und Bildhauer
- José Piñera (* 1948), Politiker und Ökonom
- Gloria Simonetti (* 1948), Sängerin

#### 1949
- Mariana Aylwin (* 1949), Politikerin
- Luis Hernán Carvallo (* 1949), Fußballspieler und -trainer
- Diamela Eltit (* 1949), Schriftstellerin
- Fernando Espinoza (1949–2023), Fußballspieler
- Rogelio Farías (1949–1995), Fußballspieler
- Eduardo Gatti (* 1949), Cantautor
- Alejandro Jara (* 1949), chilenischer Diplomat und stellvertretender Generaldirektor der Welthandelsorganisation
- Francisco Las Heras (* 1949), Fußballspieler
- Sergio Messen (1949–2010), Fußballspieler
- Sebastián Piñera (1949–2024), Milliardär, Politiker und von 2010 bis 2014 sowie von 2018 bis 2022 Präsident Chiles
- Waldo Quiroz (* 1949), Fußballspieler
- Arturo Salah (* 1949), Fußballspieler
- Antonio Vodanovic (* 1949), Fernsehmoderator und Journalist

#### 1950
- Soledad Alvear (* 1950), Juristin und Politikerin
- Fernando Astudillo (* 1950), chilenischer Fußballspieler
- Carlos Caszely (* 1950), Fußballspieler und -trainer
- Rafael González (* 1950), Fußballspieler
- Luis Miranda (* 1950), Fußballspieler
- Juan Páez (* 1950), Fußballspieler und -trainer
- Víctor Pizarro (* 1950), Fußballspieler
- Mario Salinas (* 1950), Fußballspieler
- Michael Tregor (* 1950), deutscher Schauspieler

### 1951 bis 1960

#### 1951
- Michelle Bachelet (* 1951), Politikerin und Präsidentin Chiles
- Miguel Ángel Gamboa (* 1951), Fußballspieler
- César Olhagaray (* 1951), bildender Künstler
- Pedro Pinto (* 1951), Fußballspieler
- Jorge Socías (* 1951), Fußballspieler und -trainer

#### 1952
- Jorge Amaya (* 1952), Fußballspieler
- Hugo Moraga (* 1952), Cantautor
- Alejandro Trujillo (1952–2020), Fußballspieler
- Alexander Witt (* 1952), Regisseur und Filmemacher

#### 1953
- Osvaldo Andrade (* 1953), Politiker
- Luis Araneda (* 1953), Fußballspieler
- Roberto Bolaño (1953–2003), Schriftsteller
- Tato Gomez (* 1953), deutscher Musikproduzent, Rock- und Popmusiker
- Alberto Hidalgo (* 1953), Fußballspieler
- Joaquín Lavín (* 1953), Politiker
- Manuel Pellegrini (* 1953), Fußballtrainer
- Jorge Peredo (* 1953), Fußballspieler

#### 1954
- Vladimir Bigorra (* 1954), Fußballspieler und -trainer
- Santiago Gatíca (* 1954), Fußballspieler
- Cecilia Morel (* 1954), Familienberaterin und Milliardärin
- Miguel Piñera (1954–2025), Musiker
- Eliseo Salazar (* 1954), Autorennfahrer
- Claudio Toro (1954–2013), Fußballspieler
- Fernando Vera (* 1954), Radrennfahrer

#### 1955
- Marco Bechis (* 1955), argentinisch-italienischer Filmregisseur und Drehbuchautor
- Roland Börger (* 1955), in Deutschland tätiger Organist, Kirchenmusiker und Hochschullehrer
- Jaime Collyer (* 1955), Schriftsteller und Essayist
- Karin Ebensperger (* 1955), Journalistin, Fernsehmoderatorin und politische Kommentatorin
- Gloria Hutt (* 1955), Ingenieurin und Politikerin
- Leonardo Montenegro (* 1955), Fußballspieler
- Juan Carlos Orellana (1955–2022), Fußballspieler
- Belus Prajoux (* 1955), Tennisspieler
- Óscar Wirth (* 1955), Fußballspieler

#### 1956
- Andrés Allamand (* 1956), Politiker
- Manuel Baeza (* 1956), Fußballspieler
- Juan Barros Madrid (* 1956), römisch-katholischer Geistlicher, Bischof von Osorno
- Ignacio Francisco Ducasse Medina (* 1956), römisch-katholischer Geistlicher und Erzbischof von Antofagasta
- Arturo Jáuregui (1956–2023), Fußballspieler
- Juan Soto (* 1956), Fußballspieler
- Ralf Steinmetz (* 1956), deutscher Informatiker, Elektrotechniker und Professor
- Luis Valenzuela (* 1956), Fußballspieler
- Max Welch Guerra (* 1956), deutsch-chilenischer Politologe und Stadtplaner, Hochschullehrer

#### 1957
- Óscar Andrade (* 1957), Cantautor
- Héctor Hoffens (* 1957), Fußballspieler
- Alfonso de Iruarrizaga (* 1957), Sportschütze
- Bruno Leuschner (* 1957), deutscher Dirigent, Komponist und Arrangeur
- Jorge Neumann (* 1957), Fußballspieler

#### 1958
- Luis Hormazábal (* 1958), Fußballspieler
- Marcelo Pacheco (* 1958), Fußballspieler
- Carlos Ramos (* 1958), Fußballspieler

#### 1959
- Andrés Arteaga Manieu (* 1959), römisch-katholischer Geistlicher und Weihbischof in Santiago de Chile
- María Soledad Cisternas (* 1959), Juristin und Aktivistin für Behindertenrechte
- Cristián Contreras Villarroel (* 1959), römisch-katholischer Geistlicher, Bischof von Melipilla
- Julio Esteban Larrondo Yáñez (* 1959), römisch-katholischer Geistlicher, Prälat von Illapel
- Luis Alberto Migone Repetto (* 1959), römisch-katholischer Geistlicher, Weihbischof in Santiago de Chile
- Mariano Puyol (* 1959), Fußballspieler
- Luis Fernando Ramos Pérez (* 1959), römisch-katholischer Geistlicher, Erzbischof von Puerto Montt
- Rodrigo Santander (* 1959), Fußballspieler

#### 1960
- Fernando Astengo (* 1960), Fußballspieler
- Sandrino Castec (1960–2024), Fußballspieler
- Pamela Jiles (* 1960), Politikerin und Journalistin
- Óscar Meneses (* 1960), Fußballspieler und -trainer

### 1961 bis 1970

#### 1961
- Eduardo Cofré (1961–2025), Fußballspieler
- Fernando Díaz (* 1961), Fußballspieler
- Miguel Droguett (* 1961), Radrennfahrer
- Galo Fernández Villaseca (* 1961), römisch-katholischer Geistlicher, Bischof von Talca
- Orlando Mondaca (* 1961), Fußballspieler
- Luis Rodríguez (* 1961), Fußballspieler
- Ricardo Toro (* 1961), Fußballspieler

#### 1962
- Jaime Baeza (* 1962), Fußballspieler und Sportfunktionär
- Guillermo Carreño (* 1962), Fußballspieler
- Thomas Feibel (* 1962), Journalist
- Martín Gálvez (* 1962), Fußballspieler
- Cristina Narea (* 1962), Cantautora
- Juvenal Olmos (* 1962), Fußballspieler und -trainer
- Patricio Toledo (* 1962), Fußballspieler

#### 1963
- Ramón Climent (* 1963), Fußballspieler und -trainer
- Marco Fajre (* 1963), Fußballspieler
- Quemel Farías (* 1963), Fußballspieler
- Jorge Gambra (* 1963), Tischtennisspieler
- Juan Ramón Garrido (* 1963), Fußballspieler
- Hugo González (* 1963), Fußballspieler
- Cristián Olguín (* 1963), Fußballspieler
- Ramón Pérez (* 1963), Fußballspieler
- Cristián Romero (* 1963), Fußballspieler und -trainer
- Claudio Tello (1963–2014), Fußballspieler
- Jaime Vera (* 1963), Fußballspieler und -trainer

#### 1964
- Andrés Díaz (* 1964), US-amerikanischer Cellist und Musikpädagoge
- Carlos Encinas (* 1964), Fußballspieler und -trainer
- Juan Gutiérrez (* 1964), Fußballspieler
- Roberto Hernández (* 1964), Fußballspieler und -trainer
- Rubén Martínez (* 1964), Fußballspieler und -trainer
- Luis Pérez (* 1964), Fußballspieler und -trainer
- Jaime Pizarro (* 1964), Fußballspieler
- Andrés Ritter (* 1964), deutscher Jurist; stellvertretender Leiter der Europäischen Staatsanwaltschaft

#### 1965
- Leonel Barrientos (* 1965), Fußballspieler
- Cecilia Bolocco (* 1965), Moderatorin und Schauspielerin
- Óscar Lee-Chong (* 1965), Fußballspieler
- Mario Lepe (* 1965), Fußballspieler und -trainer
- René Pinto (* 1965), Fußballspieler
- Marcelo Ramírez (* 1965), Fußballspieler
- Carlos Soto (* 1965), Fußballspieler
- Andrés Wood (* 1965), Filmregisseur und Drehbuchautor

#### 1966
- Felipe Camiroaga (1966–2011), Fernsehmoderator, Schauspieler und Komiker
- José Antonio Kast (* 1966), Jurist und Politiker
- Pablo Paredes (* 1966), Fusion- und Jazzmusiker
- Jorge Pellicer (* 1966), Fußballspieler und -trainer

#### 1967
- Franz Arancibia (* 1967), Fußballspieler
- José Cabrera (* 1967), Fußballspieler
- Andrés Fontecilla (* 1967), kanadischer Politiker
- Francisco Hörmann (* 1967), Fußballspieler
- Marcelo Miranda (* 1967), Fußballspieler und -trainer
- Jaime Ramírez (* 1967), Fußballspieler
- Andrés Romero Samaniego (* 1967), Fußballspieler
- Carolina Schmidt (* 1967), Managerin, Politikerin, Umweltministerin Chiles
- Verónica Undurraga (* 1967), Juristin
- Iván Zamorano (* 1967), Fußballspieler

#### 1968
- Rodrigo Gómez (* 1968), Fußballspieler
- Juan Carlos González (* 1968), Fußballspieler
- Juan Carlos Peralta (* 1968), Fußballspieler
- Camilo Pino (* 1968), Fußballspieler
- José Luis Sierra (* 1968), Fußballspieler

#### 1969
- Moisés Carlos Atisha Contreras (* 1969), römisch-katholischer Bischof
- Cristián Castro Toovey (* 1969), römisch-katholischer Geistlicher, Bischof von Santa Maria de Los Ángeles
- Adolfo Esparza (* 1969), Fußballspieler
- Andrés Gabriel Ferrada Moreira (* 1969), römisch-katholischer Geistlicher und Kurienerzbischof
- Carlos Alberto Godoy Labraña (* 1969), römisch-katholischer Geistlicher, Bischof von Osorno
- Javier Margas (* 1969), Fußballspieler
- Cristián Carlos Roncagliolo Pacheco (* 1969), römisch-katholischer Geistlicher, Weihbischof in Santiago de Chile
- Horatio Sanz (* 1969), US-amerikanischer Schauspieler und Comedian
- Luka Tudor (* 1969), Fußballspieler
- Raimundo Tupper (1969–1995), Fußballspieler

#### 1970
- Nelson Lizana (* 1970), Fußballspieler
- Miguel Ramírez (* 1970), Fußballspieler
- Carlos Varas (* 1970), Biathlet
- Fernando Vergara (* 1970), Fußballspieler und -trainer

### 1971 bis 1980

#### 1971
- Claudia Acuña (* 1971), Jazzsängerin
- Marcelo Corrales (* 1971), Fußballspieler
- Ítalo Díaz (* 1971), Fußballspieler
- Mauro Donoso (* 1971), Fußballspieler
- Maya Fernández (* 1971), Politikerin
- Rodrigo Goldberg (* 1971), Fußballspieler
- Leonel Herrera Silva (* 1971), Fußballspieler
- Ian Mac-Niven (* 1971), Fußballspieler
- Nelson Parraguez (* 1971), Fußballspieler
- Miguel Ponce (* 1971), Fußballspieler und -trainer
- Héctor Robles (* 1971), Fußballspieler und -trainer

#### 1972
- Alejandro Amenábar (* 1972), chilenisch-spanischer Filmregisseur, Drehbuchautor und Komponist
- Hugo Bravo (* 1972), Fußballspieler
- Miguel Castillo (* 1972), Fußballspieler
- Tevo Díaz (* 1972), Dokumentarfilmer, Kameramann und Filmproduzent
- Marcelo Jara (* 1972), Fußballspieler und -trainer
- Christian Riadi (* 1972), Fußballspieler und -trainer
- Rodrigo Ruiz (* 1972), Fußballspieler und -trainer
- Esteban Valencia (* 1972), Fußballspieler und -trainer
- Leonor Varela (* 1972), Schauspielerin
- Cristian Vogel (* 1972), britischer DJ, Komponist und Musikproduzent
- Antonia Zegers (* 1972), Film-, Theater- und Fernsehschauspielerin

#### 1973
- Pedro Acevedo (* 1973), Fußballspieler
- Víctor Bascuñán (* 1973), Fußballspieler
- Sebastián Keitel (* 1973), Leichtathlet und Politiker
- Claudio Lizama (* 1973), Fußballspieler
- Carlos Reyes (* 1973), Fußballspieler
- Claudio Villan (* 1973), Fußballspieler

#### 1974
- Sebastián Lelio (* 1974), Filmregisseur und Drehbuchautor

#### 1975
- César Díaz Escobar (* 1975), Fußballspieler
- Juan González (* 1975), Fußballspieler
- Mariana Loyola (* 1975), Schauspielerin
- Pedro Pascal (* 1975), Schauspieler
- Marcelo Ríos (* 1975), Tennisspieler
- Pablo Tamburrini (* 1975), chilenisch-palästinensischer Fußballspieler
- Marco Villaseca (* 1975), Fußballspieler

#### 1976
- Juan Carlos Alegría (* 1976), Fußballspieler
- Eduardo Arancibia (* 1976), Fußballspieler
- Mauricio Donoso (* 1976), Fußballspieler
- Frank Lobos (* 1976), Fußballspieler
- Eros Pérez (* 1976), Fußballspieler und -trainer
- Ricardo Queraltó (* 1976), Fußballspieler
- Sebastián Rozental (* 1976), Fußballspieler
- Ricardo Queraltó (* 1976), Fußballspieler
- Ariel Salas (* 1976), Fußballspieler
- Jorge Vargas (* 1976), Fußballspieler

#### 1977
- Jaime Bassa (* 1977), Anwalt und Politiker
- Frank Carilao (* 1977), Fußballspieler
- Hugo Covarrubias (* 1977), Filmregisseur und Animator
- Alejandro González (* 1977), Fußballspieler
- Thomás Grob (* 1977), Skirennläufer
- Felipe Kast (* 1977), Politiker
- Rodrigo Meléndez (* 1977), Fußballspieler und -trainer
- Manuel Neira (* 1977), Fußballspieler
- Rodrigo Núñez (* 1977), Fußballspieler
- Jaime Parada (* 1977), Politiker
- Héctor Tapia (* 1977), chilenisch-italienischer Fußballspieler

#### 1978
- Roberto Cáceres (* 1978), Fußballspieler
- Alejandro Carrasco (* 1978), Fußballspieler
- Francisco Huaiquipán (* 1978), Fußballspieler
- José Luis Jerez (* 1978), Fußballspieler
- Rafael Olarra (* 1978), Fußballspieler
- Álvaro Sarabia (* 1978), Fußballspieler
- Gonzalo Valenzuela (* 1978), Schauspieler

#### 1979
- Matías Bize (* 1979), Drehbuchautor und Filmregisseur
- Mauricio Cataldo (* 1979), Fußballspieler und Politiker
- Rafael Celedón (* 1979), Fußballspieler
- Gamadiel García (* 1979), Fußballspieler
- Julio Gutiérrez (* 1979), Fußballspieler
- Rodrigo Naranjo (* 1979), Fußballspieler
- Patricio Neira (* 1979), Fußballspieler
- Jonathan Orellana (* 1979), Fußballspieler und -trainer
- Coté de Pablo (* 1979), chilenisch-US-amerikanische Schauspielerin und Sängerin
- Luis Ignacio Quinteros (* 1979), Fußballspieler
- César Santis (* 1979), chilenischer Fußballspieler
- Sebastián Silva (* 1979), Filmregisseur und Drehbuchautor

#### 1980
- Roberto Ávalos (* 1980), Fußballspieler
- Jaime Barrientos (* 1980), Fußballspieler
- Jaime Bellolio (* 1980), Politiker
- Ángel Carreño (* 1980), Fußballspieler
- Jonathan Cisternas (* 1980), Fußballspieler
- Cristian Febre (* 1980), Fußballspieler
- Fernando González (* 1980), Tennisspieler
- Milován Mirošević (* 1980), Fußballspieler
- Luis Núñez (* 1980), Fußballspieler
- Andrés Oroz (* 1980), Fußballspieler
- Juan José Ribera (* 1980), Fußballspieler und -trainer
- Alexander von Schwedler (* 1980), Fußballspieler
- Alonzo Zúñiga (* 1980), Fußballspieler

### 1981 bis 1990

#### 1981
- Cristián Basaure (* 1981), Fußballspieler
- Ronald Gamboa (* 1981), Fußballspieler
- César Henríquez (* 1981), Fußballspieler
- Roberto Kettlun (* 1981), chilenisch-palästinensischer Fußballspieler
- Braulio Leal (* 1981), Fußballspieler
- Víctor Loyola (* 1981), Fußballspieler
- Roberto Órdenes (* 1981), Fußballspieler
- Nelson Pinto (* 1981), Fußballspieler
- Miguel Riffo (* 1981), Fußballspieler und -trainer
- Benjamín Ruiz (* 1981), Fußballspieler
- Jaime Valdés (* 1981), Fußballspieler
- José Villanueva (* 1981), Fußballspieler

#### 1982
- Rubén Bascuñán (* 1982), Fußballspieler
- Jorge Carrasco (* 1982), Fußballspieler
- Hugo Droguett (* 1982), Fußballspieler
- Carlos Espinosa (* 1982), Fußballspieler
- Luis Flores (* 1982), Fußballspieler
- Rainer Wirth (* 1982), Fußballspieler

#### 1983
- Miguel Aceval (* 1983), Fußballspieler
- Albert Acevedo (* 1983), Fußballspieler
- José Barrera (* 1983), Fußballspieler
- Felipe Díaz (* 1983), Fußballspieler
- Fernando Fica (* 1983), Fußballspieler
- Felipe Gálvez Haberle (* 1983), Filmeditor, Drehbuchautor und Filmregisseur
- Fernando Hurtado (* 1983), Fußballspieler
- Luis Jara (* 1983), Fußballspieler
- Cristhian Martínez (* 1983), Fußballspieler
- Cristián Muñoz (* 1983), Fußballspieler und -trainer
- Alia Trabucco Zerán (* 1983), Schriftstellerin
- Enzo Vera (* 1983), Fußballspieler

#### 1984
- Gonzalo Barriga (* 1984), Fußballspieler
- Roberto Cereceda (* 1984), Fußballspieler
- Johan Fuentes (* 1984), Fußballspieler
- Emilio Hernández (* 1984), Fußballspieler
- Luis Jiménez (* 1984), Fußballspieler
- Diego Manuschevich (* 1984), Jazzmusiker
- Fernando Manríquez (* 1984), Fußballspieler
- Claudio Muñoz (* 1984), Fußballspieler
- Nicolás Núñez (* 1984), Fußballspieler
- Boris Rieloff (* 1984), Fußballspieler
- Rodrigo Toloza (* 1984), Fußballspieler
- Juan Toro (* 1984), Fußballspieler

#### 1985
- Nicolás Canales (* 1985), Fußballspieler
- Rubén Castillo (* 1985), Fußballspieler
- Kristel Köbrich (* 1985), Schwimmerin
- Andrea Koch Benvenuto (* 1985), Tennisspielerin
- Juan Gonzalo Lorca (* 1985), Fußballspieler
- Michael Ríos (* 1985), Fußballspieler
- Ángel Rojas (* 1985), Fußballspieler

#### 1986
- Salvatore Abarca (* 1986), Fußballspieler
- Carlos Arias (* 1986), Fußballspieler
- Claudio Calderón (* 1986), Fußballspieler
- Patricio Castañeda (* 1986), Fußballspieler
- Marcelo Díaz (* 1986), Fußballspieler
- Alejandro Gaete (* 1986), Fußballspieler
- Joaquín Gatica (* 1986), Fußballspieler
- Pablo González (* 1986), Fußballspieler
- Joan Henríquez (* 1986), Fußballspieler
- Francisco Ibáñez (* 1986), Fußballspieler
- Claudio Latorre (* 1986), Fußballspieler
- María Fernanda Mackenna (* 1986), Leichtathletin
- Cristián Olguín (* 1986), Fußballspieler
- Fabián Orellana (* 1986), Fußballspieler
- Patricio Schwob (* 1986), Fußballspieler

#### 1987
- Patricio Aguilera (* 1987), Fußballspieler
- Juan Pablo Arenas (* 1987), Fußballspieler
- Javiera Toro Cáceres (* 1987), Politikerin
- Fernando Cordero (* 1987), Fußballspieler
- Hugo Díaz (* 1987), Fußballspieler
- Felipe Flores (* 1987), Fußballspieler
- Nicolás Larrondo (* 1987), Fußballspieler
- Richard Leyton (* 1987), Fußballspieler
- Hans Martínez (* 1987), Fußballspieler
- Gary Medel (* 1987), Fußballspieler
- Nicolás Medina (* 1987), Fußballspieler
- Robin Melo (* 1987), Fußballspieler
- Isaías Peralta (* 1987), Fußballspieler
- Diego Sánchez (* 1987), Fußballspieler
- Arturo Vidal (* 1987), Fußballspieler
- Mathías Vidangossy (* 1987), Fußballspieler
- Gonzalo Winter (* 1987), Politiker (Frente Amplio)

#### 1988
- Gerson Acevedo (* 1988), Fußballspieler
- Melissa Aldana (* 1988), Jazzmusikerin
- Raúl Olivares (* 1988), Fußballspieler
- Matías Rubio (* 1988), Fußballspieler
- Rodrigo Tapia (* 1988), Fußballspieler

#### 1989
- Cristián Abarca (* 1989), Fußballspieler
- Marko Biskupović (* 1989), Fußballspieler
- Matías Campos (* 1989), Fußballspieler
- Matías Celis (* 1989), Fußballspieler
- Lucas Domínguez (* 1989), Fußballspieler
- Ignacio González (* 1989), Fußballspieler
- Juan Halty (* 1989), Fußballspieler
- Lorenza Izzo (* 1989), Schauspielerin, Journalistin und Model
- Marco Medel (* 1989), Fußballspieler
- Jean Paul Pineda (* 1989), Fußballspieler
- Felipe Reynero (* 1989), Fußballspieler
- Patricio Rubio (* 1989), Fußballspieler
- Eduardo Vargas (* 1989), Fußballspieler

#### 1990
- Gonzalo Abascal (* 1990), Fußballspieler
- Francisco Alarcón (* 1990), Fußballspieler
- Arturo Chávez (* 1990), peruanischer Hochspringer
- Marit Dopheide (* 1990), niederländische Sprinterin
- Miguel Escalona (* 1990), Fußballspieler
- Carlos Escobar (* 1990), Fußballspieler
- Renato González (* 1990), Fußballspieler
- Juan Gutiérrez (* 1990), Fußballspieler
- Ignacio Hasbún (* 1990), Fußballspieler
- Lino Maldonado (* 1990), Fußballspieler
- Isaías Meneses (* 1990), Fußballspieler
- Esteban Pavez (* 1990), Fußballspieler
- José Quezada (* 1990), Fußballspieler
- Denise Rosenthal (* 1990), Sängerin und Singer-Songwriterin
- Sebastián Toro (* 1990), Fußballspieler
- Sebastián Zúñiga (* 1990), Fußballspieler

### 1991 bis 2000

#### 1991
- Matías Campos (* 1991), Fußballspieler
- Miguel Estay (* 1991), Fußballspieler
- Rodrigo Gattas (* 1991), Fußballspieler
- Yashir Islame (* 1991), chilenisch-palästinensischer Fußballspieler
- Nicolás Leiva (* 1991), Fußballspieler
- Jorge López (* 1991), Schauspieler und Sänger
- Mirko Opazo (* 1991), Fußballspieler
- César Pinares (* 1991), Fußballspieler
- Diego Rubio (* 1991), Fußballspieler
- Mario Sandoval (* 1991), Fußballspieler
- Jason Silva (* 1991), Fußballspieler

#### 1992
- Macarena Cabrillana (* 1992), Rollstuhltennisspielerin
- Carlos Gómez (* 1992), Fußballspieler
- Diego Inostroza (* 1992), Fußballspieler
- Stefano Magnasco (* 1992), Fußballspieler

#### 1993
- José Joaquin Ballivián (* 1993), Kugelstoßer
- Osvaldo Bosso (* 1993), Fußballspieler
- Felipe Campos (* 1993), Fußballspieler
- Carlos Díaz (* 1993), Mittel- und Langstreckenläufer
- Camilo Gaínza (* 1993), Fußballspieler
- Gonzalo Lama (* 1993), Tennisspieler
- Allan Lüttecke (* 1993), Fußballspieler
- Sebastián Martínez (* 1993), Fußballspieler
- Felipe Mora (* 1993), Fußballspieler
- Rodrigo Ureña (* 1993), Fußballspieler
- Matías Sborowitz (* 1993), Tennisspieler

#### 1994
- Guillermo Díaz (* 1994), Fußballspieler
- Ángelo Henríquez (* 1994), Fußballspieler
- Paula Luchsinger (* 1994), Schauspielerin
- Nicolás Orellana (* 1994), Fußballspieler
- Luca Pontigo (* 1994), Fußballspieler
- Andrés Robles (* 1994), Fußballspieler
- Bastián San Juan (* 1994), Fußballspieler
- Guillermo Soto (* 1994), Fußballspieler
- Diego Valdés (* 1994), Fußballspieler

#### 1995
- Joe Abrigo (* 1995), Fußballspieler
- Carlos Contreras (* 1995), Fußballspieler
- Bernardo Correa (* 1995), Fußballspieler
- Andrés Díaz (* 1995), Fußballspieler
- Rodrigo Echeverría (* 1995), Fußballspieler
- Nicolás Jarry (* 1995), Tennisspieler
- Vicente Starikoff (* 1995), Fußballspieler

#### 1996
- Fabián Ahumada (* 1996), Fußballspieler
- Jorge Araya (* 1996), Fußballspieler
- Tomás Asta-Buruaga (* 1996), Fußballspieler
- Bryan Carvallo (* 1996), Fußballspieler
- Pablo Galdames (* 1996), Fußballspieler
- Cristian Garín (* 1996), Tennisspieler
- Jorge Gatica (* 1996), Fußballspieler
- Benjamín Kuscevic (* 1996), Fußballspieler
- Yerko Muñoz (* 1996), Fußballspieler
- Macarena Pérez (* 1996), BMX-Freestyle-Fahrerin
- Matías Rojas (* 1996), Fußballspieler
- Dilan Zúñiga (* 1996), Fußballspieler

#### 1997
- Pablo Aránguiz (* 1997), Fußballspieler
- Fernanda Astete (* 1997), Tennisspielerin
- Tomás Barrios Vera (* 1997), Tennisspieler
- Jaime Carreño (* 1997), Fußballspieler
- Jason Flores (* 1997), Fußballspieler
- Juan Carlos Gaete (* 1997), Fußballspieler
- Benjamín Inostroza (* 1997), Fußballspieler
- Felipe Lee-Chong (* 1997), Fußballspieler
- Carlos Lobos (* 1997), Fußballspieler
- Nicolás Ramírez (* 1997), Fußballspieler
- Francisco Sierralta (* 1997), Fußballspieler
- Gabriel Suazo (* 1997), Fußballspieler
- Jeisson Vargas (* 1997), Fußballspieler

#### 1998
- Cristian Aravena (* 1998), Fußballspieler
- Cristopher Barrera (* 1998), Fußballspieler
- Thomas Galdames (* 1998), Fußballspieler
- Yerko Leiva (* 1998), Fußballspieler
- Cristhofer Mesías (* 1998), Fußballspieler
- Joaquín Niemann (* 1998), Golfspieler
- Byron Nieto (* 1998), Fußballspieler

#### 1999
- Marcelo Allende (* 1999), Fußballspieler
- Ricardo Álvarez (* 1999), Fußballspieler
- Nicolás Fernández (* 1999), Fußballspieler
- Nicolás Guerra (* 1999), Fußballspieler
- Misael Llantén (* 1999), Fußballspieler
- Diego Ohlsson (* 1999), Fußballspieler
- Ignacio Saavedra (* 1999), Fußballspieler
- Matías Sepúlveda (* 1999), Fußballspieler
- Esteban Valencia (* 1999), Fußballspieler
- Martina Weil (* 1999), Leichtathletin

#### 2000
- Lucas Alarcón (* 2000), Fußballspieler
- Williams Alarcón (* 2000), Fußballspieler
- Alfred Canales (* 2000), Fußballspieler
- Diego Fernández Flores (* 2000), Tennisspieler
- Felipe Loyola (* 2000), Fußballspieler
- Mauricio Morales (* 2000), Fußballspieler
- Claudio Romero (* 2000), Leichtathlet
- Martín Vidaurre (* 2000), Mountainbiker

## 21. Jahrhundert

### 2001 bis 2010

#### 2001
- Tomás Ahumada (* 2001), Fußballspieler
- Julián Alfaro (* 2001), Fußballspieler
- Bruno Barticciotto (* 2001), Fußballspieler
- Felipe Chamorro (* 2001), Fußballspieler
- José Castro (* 2001), Fußballspieler
- Daniel Navarrete (* 2001), Fußballspieler
- Pedro Navarro (* 2001), Fußballspieler
- Lucas Nervi (* 2001), Diskuswerfer
- Jonathan Villagra (* 2001), Fußballspieler
- Bastián Yáñez (* 2001), Fußballspieler

#### 2002
- Vicente Bernedo (* 2002), Fußballspieler
- Simón Contreras (* 2002), Fußballspieler
- Esteban Matus (* 2002), Fußballspieler
- Cristóbal Muñoz (* 2002), Fußballspieler
- César Pérez (* 2002), Fußballspieler

#### 2003
- Joan Cruz (* 2003), Fußballspieler
- Jeison Fuentealba (* 2003), Fußballspieler
- Martín Kouyoumdjian (* 2003), Sprinter
- Maicol León (* 2003), Fußballspieler
- Marcelo Morales (* 2003), Fußballspieler
- David Retamal (* 2003), Fußballspieler

#### 2004
- Thomas Gillier (* 2004), Fußballspieler

#### 2005
- Catalina Figueroa (* 2005), Fußballspielerin
- Damián Pizarro (* 2005), Fußballspieler

#### 2006
- Iván Román (* 2006), Fußballspieler

## Geburtsjahr unbekannt
- Nicolás Fierro, Pokerspieler
- Hugo Lepe (1940 (nach anderen Quellen 1934)–1991), Fußballspieler
- Gary Morgan (* um 1935), kanadischer Jazzmusiker
- Francisco Ruiz Tagle (* vor 1790; † 1860), Politiker und Präsident Chiles
- Sergio Yori, Fußballspieler